# Chamaecrista garambiensis
Chamaecrista garambiensis là một loài thực vật có hoa trong họ Đậu. Loài này được (Hosok.) "H.Ohashi, Tateishi & T" miêu tả khoa học đầu tiên.